# Bio Capitol, Varberg
Bio Capitol är en biograf på Västra Vallgatan i Varberg byggd 1937 efter ritningar av Kaj Christensen.
Biografen fick nya äger i mars 2006 och i juni påbörjade de nya ägarna en stor renovering av biografen. Ett nytt ljudsystem och nya objektiv till projektorerna installerades och samtliga filmdukar och stolar, samt golvet, byttes ut. Från och med 15 mars 2011 är biografen helt digitaliserad, och 3D-film kan visas i alla salonger.

## Salonger
Biografen har tre salonger:
- Salong 1, Queen - Biografens största salong med 252 platser och en duk på 8,3 x 3,5 meter.[1]
- Salong 2, Prince - Biografens näst största salong med 203 platser och en duk på 6,95 x 2,7 meter.[2]
- Salong 3, Princess - Biografens minsta salong med 61 platser och en duk på 5,75 x 2.35 meter.[3]